# Елисавета Йовович
Елисавѐта Борѝсова Йо̀вович е българска оперна певица, сопран.

## Биография
Елисавета Йовович е родена в София пред 1901 година. През 1924 година завършва Музикалното училище като ученичка по пеене на Пенка Тороманова, като през последните две години от обучението си стажува в Народната опера. Артистичния си дебют прави на 16 април 1924 година с главна роля в операта „Миньон“ от Амброаз Тома.
По-късно същата година Йовович заминава за Италия на специализация и през 1927 година завършва в Римската консерватория „Санта Чечилия“ майсторския клас на П. ди Пиетро. По време на специализацията си изпълнява ролите на слугинята в операта на Джовани Батиста Перголези „Слугинята господарка“ и на Мими от операта „Бохеми“ от Пучини. От 1927 до 1928 година Йовович прави нова специализация в Париж. След завръщането си се установява трайно в София.
От 1937 до 1942 година успоредно с участията си на софийската оперна сцена Елисавета Йовович има няколко чуждестранни гастрола в оперни театри в Югославия, Чехословакия и Германия.
Следват тежки години за певицата и семейството ѝ. Съпругът на Йовович, Божко Ковачевски – адвокат от Кюстендил, депутат в XXV обикновено народно събрание от партията „Млада България“, е осъден на смърт от Народния съд. Певицата е интернирана във Враца, а впоследствие – в Стара Загора и Русе. От 1945 до 1949 година е на щат отначало в Народната опера в Стара Загора, а от 1949 до 1952 година – в Народната опера в Русе.
Завръща се в Софийската опера през 1952 година като хоноруван асистент-режисьор и вокален педагог. През 1959 година е удостоена с орден „Кирил и Методий“ I степен.
През 1992 година излиза книгата на журналистката Елиана Митова „Моите срещи с Елисавета Йовович“.
През последните години от живота си певицата живее и работи във Франция. Почива там през 1996 година.
През 2001 година дъщерята на Елисавета Йовович дарява на Националния исторически музей 75 експоната, сред които са костюмът на Виолета от „Травиата“ (от 1929 г.), афиши, документи и снимки на Йовович, както и маслен портрет на певицата, рисуван през 1933 г. от художника Кирил Буюклийски.

## Репертоар
Ролите в репертоара на Елисавета Йовович са с подчертано лиричен характер. През годините се въплътява в образите на:
- 1923: Зибел във „Фауст“ на Шарл Гуно;
- 1923: Мюзета в „Бохеми“ на Пучини;
- 1924: Миньон от едноименната опера на Амброаз Тома;
- 1927: Чо-Чо-Сан в „Мадам Бътерфлай“ на Пучини;
- 1928: Маргарита във „Фауст“ на Шарл Гуно;
- 1928: Мими в „Бохеми“ на Пучини;
- 1928: Неда в „Палячи“ на Руджеро Леонкавало;
- 1929: Виолета в „Травиата“ на Верди;
- 1929: Косара от едноименната опера на маестро Георги Атанасов;
- 1931: Снежанка от едноименната опера на Римски-Корсаков;
- 1929: Цвета от едноименната опера на Георги Атанасов;
- 1930: Агата във „Вълшебният стрелец“ на Карл Мария фон Вебер;
- 1930: Антония в „Хофманови приказки“ на Жак Офенбах;
- 1930: Княгинята от „Алцек“ на Георги Атанасов;
- 1930: Немея в „Ако бях цар“ на Адолф Адам;
- 1930: Сестра Анджелика в едноименната опера на Пучини;
- 1931: Гергана в едноименната опера на Георги Атанасов;
- 1931: Доротка в „Шванда гайдарят“ на Яромир Вайнбергер;
- 1931: Лиу в „Турандот“ на Пучини;
- 1931: Памина във „Вълшебната флейта“ на Моцарт;
- 1931: Татяна в „Евгений Онегин“ на Чайковски;
- 1935: Суламита в „Савската царица“ на Карл Голдмарк;
- 1936: Реция в „Оберон“ на Вебер;
- 1937: Манон от едноименната опера на Жул Масне;
- 1939: Саломе в „Иродиада“ на Масне;
- 1937: Таис от едноименната опера на Масне;
- 1937: Яна от „Янините девет братя“ на Любомир Пипков;
- 1940: Антонида в „Иван Сусанин“ на Михаил Глинка;
- 1943: Алиса във „Фалстаф“ на Верди;
- 1943: Леонора в „Трубадур“ на Верди.[1]